# (10761) Lyubimets
(10761) Lyubimets est un astéroïde de la ceinture principale.

## Description
(10761) Lyubimets est un astéroïde de la ceinture principale. Il fut découvert le 12 octobre 1990 à Tautenburg par Lutz Dieter Schmadel et Freimut Börngen. Il présente une orbite caractérisée par un demi-grand axe de 2,59 UA, une excentricité de 0,13 et une inclinaison de 1,3° par rapport à l'écliptique.

## Compléments